# Johannes Unger (Fernsehjournalist)
Johannes Unger (* 1964 in Braunschweig) ist ein deutscher Fernsehjournalist, Filmregisseur und Buchautor. Er leitet seit 2007 die Abteilung „Dokumentation und Zeitgeschehen“ beim Rundfunk Berlin-Brandenburg (rbb). Zuvor war er 2003 bis 2006 Programmbereichsleiter „Modernes Leben“ beim rbb und ab 2002 Chefredakteur beim Ostdeutschen Rundfunks Brandenburg (ORB).

## Werdegang
Johannes Unger volontierte zunächst bei der Braunschweiger Zeitung, studierte dann an der Universität Hamburg Politikwissenschaft und arbeite parallel als Autor und Reporter für den Norddeutschen Rundfunk (NDR).  Danach ging er als Autor, Reporter und Filmemacher im Landesstudio Düsseldorf zum Westdeutschen Rundfunk (WDR). 1993 kam er als Redakteur zum Ostdeutschen Rundfunk Brandenburg (ORB). Dort wurde er 2002 Chefredakteur des ORB-Fernsehens und moderierte das Politikmagazin „Klartext“.  Nach der Fusion des ORB mit dem Sender Freies Berlin (SFB) war er beim Rundfunk Berlin-Brandenburg (rbb) von 2003 bis 2006 Leiter des Programmbereichs „Modernes Leben“ und schließlich seit 2007 Leiter der Abteilung „Dokumentation und Zeitgeschehen“. 

## Auszeichnungen
Für die ARD verantwortete Unger zahlreiche preisgekrönte Doku-Reihen und TV-Projekte, darunter „Chronik der Wende“, „Die Brandenburger“, „Roter Stern über Deutschland“, „Preußen – Chronik eines deutschen Staates“, „Deutsche und Polen“, „Djangos Reise – Asyl bei den Türken“, „60xDeutschland – Die Jahresschau“, „Friedrich – ein deutscher König“, „24h Berlin“, „fernOST – von Berlin nach Tokio“, „Berlin putzt – Dreckige Zeiten“ und „Berlin – Schicksalsjahre einer Stadt“ sowie 2020 das Corona-Projekt „4 Wände Berlin“  und die multimediale Dokumentationsreihe „Baseballschlägerjahre“ (gemeinsam mit Die Zeit).
Die Produktion „20 × Brandenburg“, für die Unger die Projektidee und die Gesamtleitung hatte und deren künstliche Leiter der Filmregisseur Andreas Dresen war, wurde 2011 mit dem Grimme-Preis ausgezeichnet.

## Filmografie (Auswahl)
- 2006: Ulrike Meinhof – Wege in den Terror
- 2011: Immer ostwärts – von Berlin nach Wladiwostok
- 2013: fernOST – von Berlin nach Tokio
- 2015: Ein Sommer in Brandenburg
- 2016: Geheimnisvolle Orte: Troja und der Schatz des Priamos
- 2018: Expedition Baikal
- 2019: Die Entdeckung der Heimat – Fontanes Wanderungen durch die Mark Brandenburg

## Schriften (Auswahl)
- 60 x Deutschland – die Jahresschau von Johannes Unger mit Sandra Maischberger, Nicolai Verlag, ISBN 978-3-89479-511-5.
- Friedrich: Ein deutscher König von Johannes Unger, Propyläen Verlag, 2011, ISBN 3-5490-7413-1.